# Batalha de Culloden
A Batalha de Culloden no dia 16 de abril de 1746, entre as tropas do governo britânico e os rebeldes jacobitas, ocorreu no pântano de Culloden (Culloden Muir, também conhecidos como Drummossie Muir) perto de Inverness, na Escócia, e terminou com uma vitória para as tropas do governo inglês. Os jacobitas (católicos), fiéis ao jovem pretendente ao trono, foram derrotados por cerca de 9 mil soldados, fiéis à casa de Hanôver, comandados pelo Duque de Cumberland. 
Várias foram as tentativas dos jacobitas de colocar novamente um Stuart no trono, mas as esperanças terminaram com a derrota na batalha de Culloden. A causa jacobita foi aniquilada, e a constituição de clans e o uso do tartan foram proibidos por mais de 100 anos. Carlos Eduardo Stuart, aspirante ao trono de Inglaterra foi definitivamente derrotado, juntamente com o seu exército de apoiantes jacobitas, recrutados sobretudo nas Highlands (zonas católicas) escocesas. Com esta derrota, a carreira política do "young pretender" conheceu o seu fim, e a revolta que ele incitou na Escócia, procurando apoio entre os Highland Clans, foi definitivamente dominada. Foi o fim de uma campanha de mais de um ano, na qual as tropas jacobitas conheceram algumas vitórias e tentaram marchar sobre Londres (vindas da Escócia) para alcançar o poder.
As tropas do exército britânico, cerca de 9 mil homens, eram comandadas por William Augustus, Duque de Cumberland, conhecido por sua brutalidade. Com a derrota, Carlos Eduardo Stuart foi obrigado a fugir, às escondidas, tendo regressado a França com a ajuda de Flora MacDonald.
A batalha de Culloden foi também a última batalha terrestre a ter lugar na Grã-Bretanha. É frequentemente percebida como um desastre nacional, na Escócia, até hoje, as crueldades de Cumberlands e subsequente a destruição da velha ordem social do Highlander. Como um trauma nacional, claro também discutida na literatura e poesia, z. B. Robert Burns poema O lovelylass de Inverness.

## Contexto

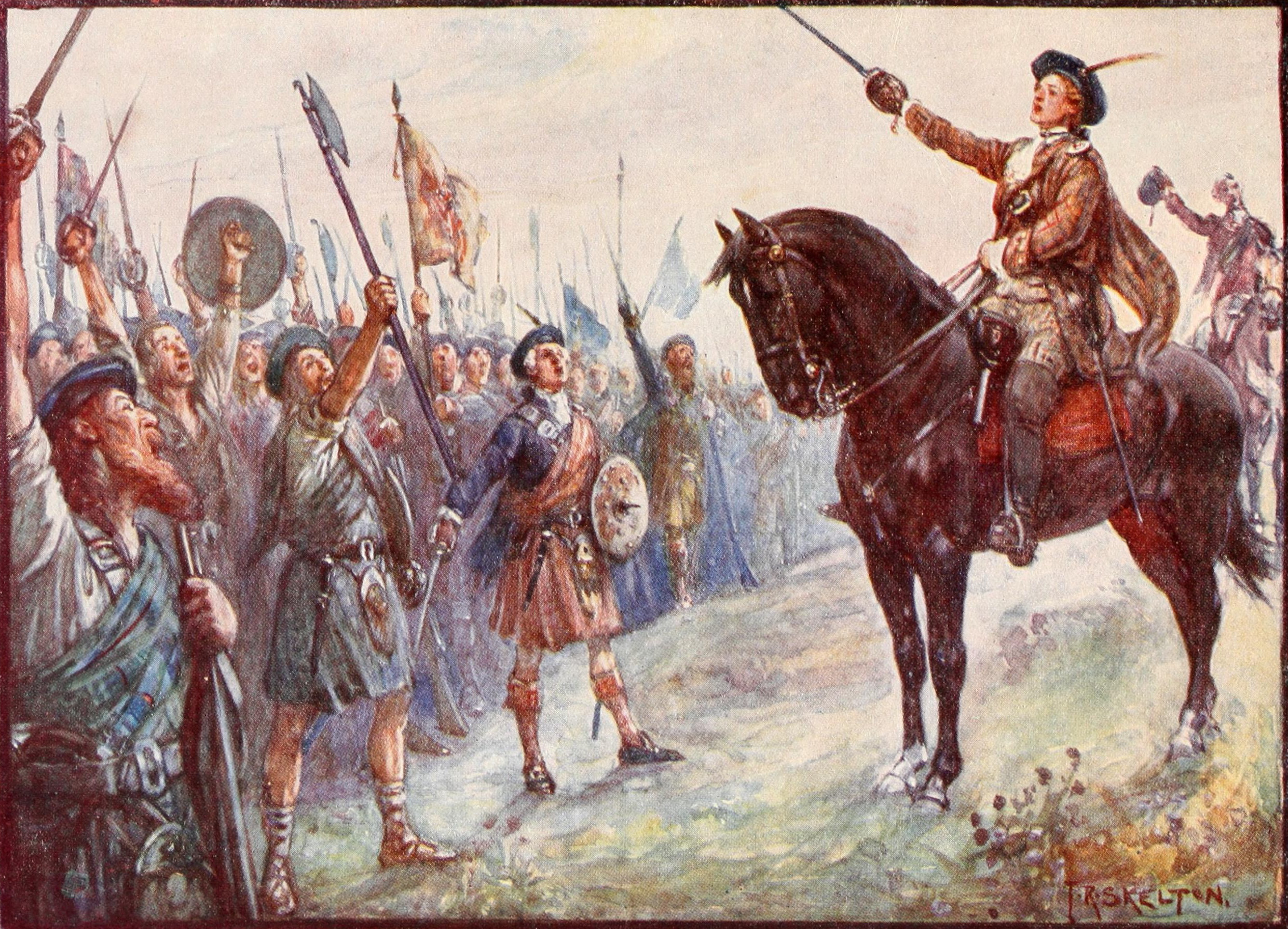
Uma pintura de Charles Edward Stuart (na direita) em batalha.

A secessão do trono britânico pela Casa de Hanover, após a morte da Rainha Ana, levou ao exílio da dinastia Stuart, que buscava retomar o trono com apoio jacobita. Durante décadas, tentativas de rebelião ocorreram, especialmente entre os escoceses das Terras Altas, que apoiavam os Stuarts por motivos religiosos, culturais e políticos. Em 1745, Charles Edward Stuart desembarcou na Escócia para liderar uma nova revolta, obtendo apoio de clãs locais e avançando até a Inglaterra, antes de recuar novamente para o norte.

## Prelúdio

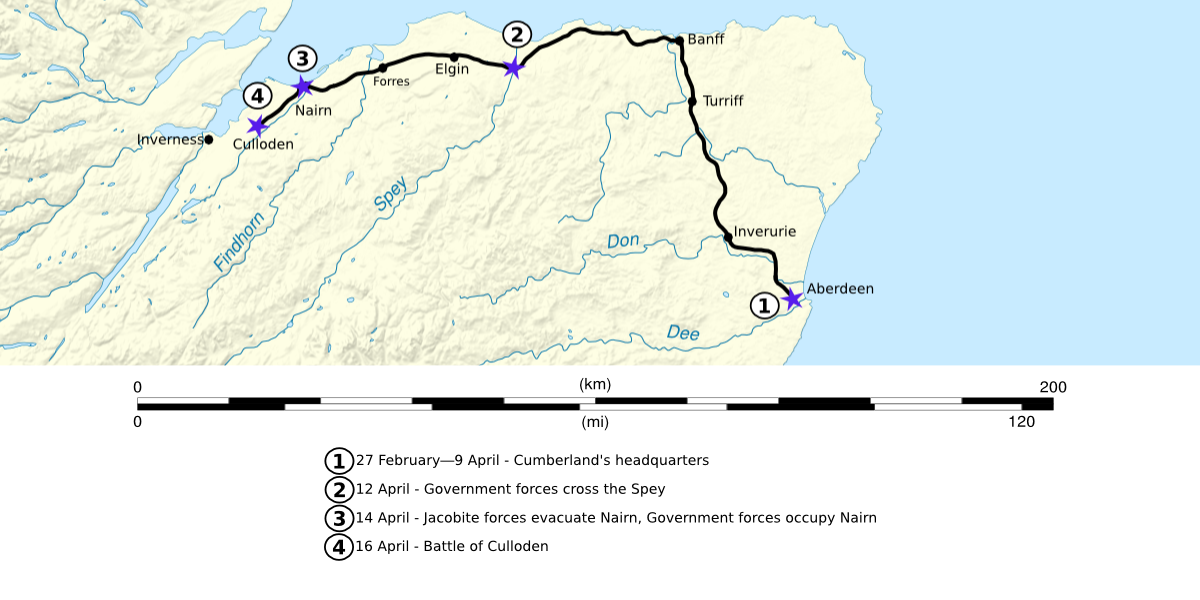
Rota do Duque de Cumberland de Aberdeen em direção a Culloden.

Após o recuo jacobita de Derby, os exércitos de Charles enfrentaram dificuldades logísticas, perda de apoio e fadiga. Mesmo vencendo a Batalha de Falkirk Muir, os rebeldes não conseguiram manter o ímpeto. Charles queria uma nova ofensiva, mas seus comandantes preferiam defender a Escócia. Enquanto isso, o Duque de Cumberland reorganizou as forças do governo, treinando-as para lidar melhor com as táticas dos Highlanders. No início de abril de 1746, os dois exércitos se prepararam para o confronto decisivo perto de Inverness.

## A batalha

As movimentações da batalha (o exército jacobita em azul e as tropas do governo em vermelho).

Na manhã de 16 de abril de 1746, os jacobitas estavam mal alimentados e exaustos após uma marcha noturna malsucedida. O exército do governo britânico, mais numeroso e bem posicionado em terreno firme, aguardava com disciplina. A artilharia britânica abriu fogo, causando perdas consideráveis antes que os Highlanders conseguissem atacar. Quando finalmente avançaram, o terreno irregular e a forte resistência das linhas governistas causaram desorganização e falhas críticas na ofensiva jacobita.
Com a linha jacobita rompida, a batalha rapidamente se tornou um massacre. Muitos dos rebeldes foram mortos durante a retirada ou executados após a rendição. A vitória do governo foi total e Charles Edward Stuart fugiu, mais tarde escapando para o exílio. A derrota em Culloden marcou o fim efetivo do movimento jacobita e levou a duras represálias contra a cultura das Terras Altas, incluindo leis que proibiram o uso de trajes tradicionais e a posse de armas pelos clãs.

## Consequências

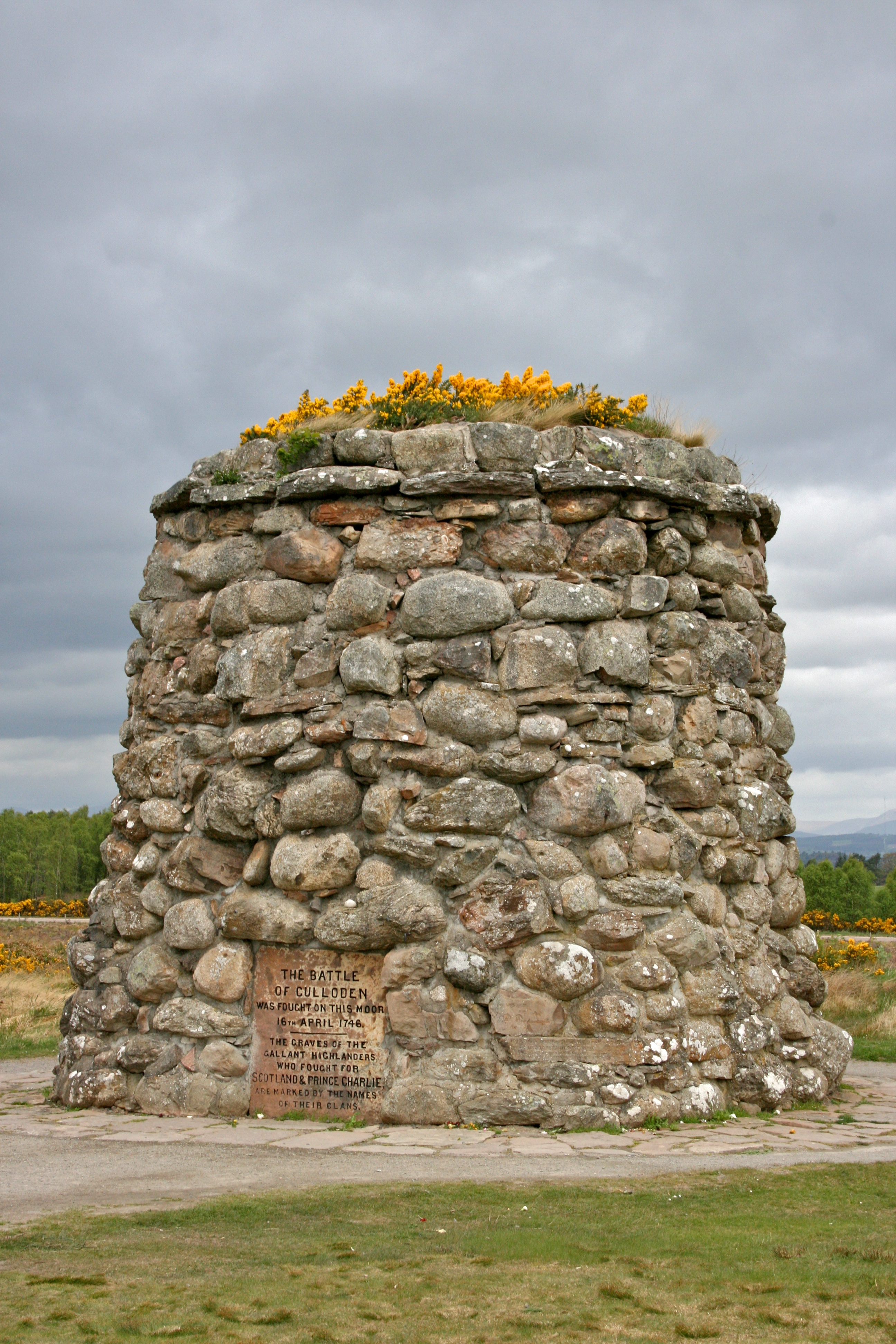
Memorial de moledros erguido em 1881.

Após a derrota jacobita em Culloden, o governo britânico iniciou uma campanha brutal de repressão nas Terras Altas da Escócia. Tropas sob o comando do Duque de Cumberland perseguiram sobreviventes, executaram prisioneiros e aterrorizaram comunidades locais para eliminar qualquer apoio restante aos Stuarts. Essas ações renderam a Cumberland o apelido de "O Carniceiro". Nos anos seguintes, o governo implementou leis que proibiram símbolos da cultura dos Highlanders, como o uso do tartã, o porte de armas e o sistema de clãs. Essas medidas tinham como objetivo desmantelar a estrutura social das Terras Altas e evitar futuras rebeliões, marcando o fim da era dos levantes jacobitas.

## Museu dedicado a batalha de Culloden
Em abril de 2008, como parte das comemorações ao ano da cultura de Highlands, foi inaugurado o Culloden Battlefield Visitor Center. O Projeto foi conduzido pelos arquitetos da Hoskins Architects e foi estrategicamente projetado para inserir os visitantes em um memorial a céu aberto da batalha.
Entre os destaques do projeto estão um centro de exposição com obras artísticas que retratam a batalha, uma parede de pedras cujas peças salientes representam os escoceses que perderam sua vida em batalha e o Culloden House - um hotel instalado numa antiga mansão que foi utilizada como base por Bonnie Prince Charlie entre 1745-1746.